# Casina dei Pierleoni
La Casina dei Pierleoni che con l'adiacente Torre dei Pierleoni, è denominata Casatorre dei Pierleoni, è un'antica residenza medievale di Roma che si trova in via del Teatro di Marcello, nel rione Ripa di Roma, proprio di fronte a San Nicola in Carcere.

## Storia
Questa piccolo edificio medievale è l'unico superstite dell'antico contesto urbano che, per secoli, occupò il pendio del Campidoglio, sacrificato tra il 1926 e il 1932 durante i lavori di riqualificazione dell'area.
Questi lavori, già progettati nel 1919 con lo scopo di fornire un nuovo percorso di viabilità e migliorare il potenziale turistico dell'area capitolina con l'isolamento del colle, hanno comportato l'apertura della nuova via,  la via del Teatro di Marcello, e la demolizione dell'antica Piazza Montanara, posta tra le pendici del Campidoglio e il vicino Teatro di Marcello. Furono demolite la via della Bufola, l'Arco dei Saponari, il Vicolo della Campana, la via di Monte Caprino, la via Tor de' Specchi e le piccole chiese medievali di Santa Maria in Vincis (ricostruita nel XVI secolo), Sant'Andrea in Vincis (ricostruita nel XVII secolo) e San Nicola dei Funari
L'edificio della Casina era, in quel periodo, inglobato in un complesso edilizio più ampio che si affacciava sulla piazza e che comprendeva anche il vicino Portico del Foro Olitorio, i cui ruderi sono ancora visibili proprio accanto.
Durante i lavori di demolizione, il ritrovamento di importanti strutture medievali in alcuni edifici ha dato luogo negli anni '30 ad interventi di conservazione e restauro il cui scopo è stato quello di ricomporre le strutture scoperte in un edificio completo.
Pertanto le strutture del lato nord e del lato rivolto verso la collina (molto alterate per alcune aperture originarie ed altre moderne) sono state parzialmente conservate; a completamento dell'edificio sono state realizzate due nuove facciate, corrispondenti a via del Teatro di Marcello e a Vico Giugario, riutilizzando elementi originali di alcuni edifici (come le finestre) demoliti.

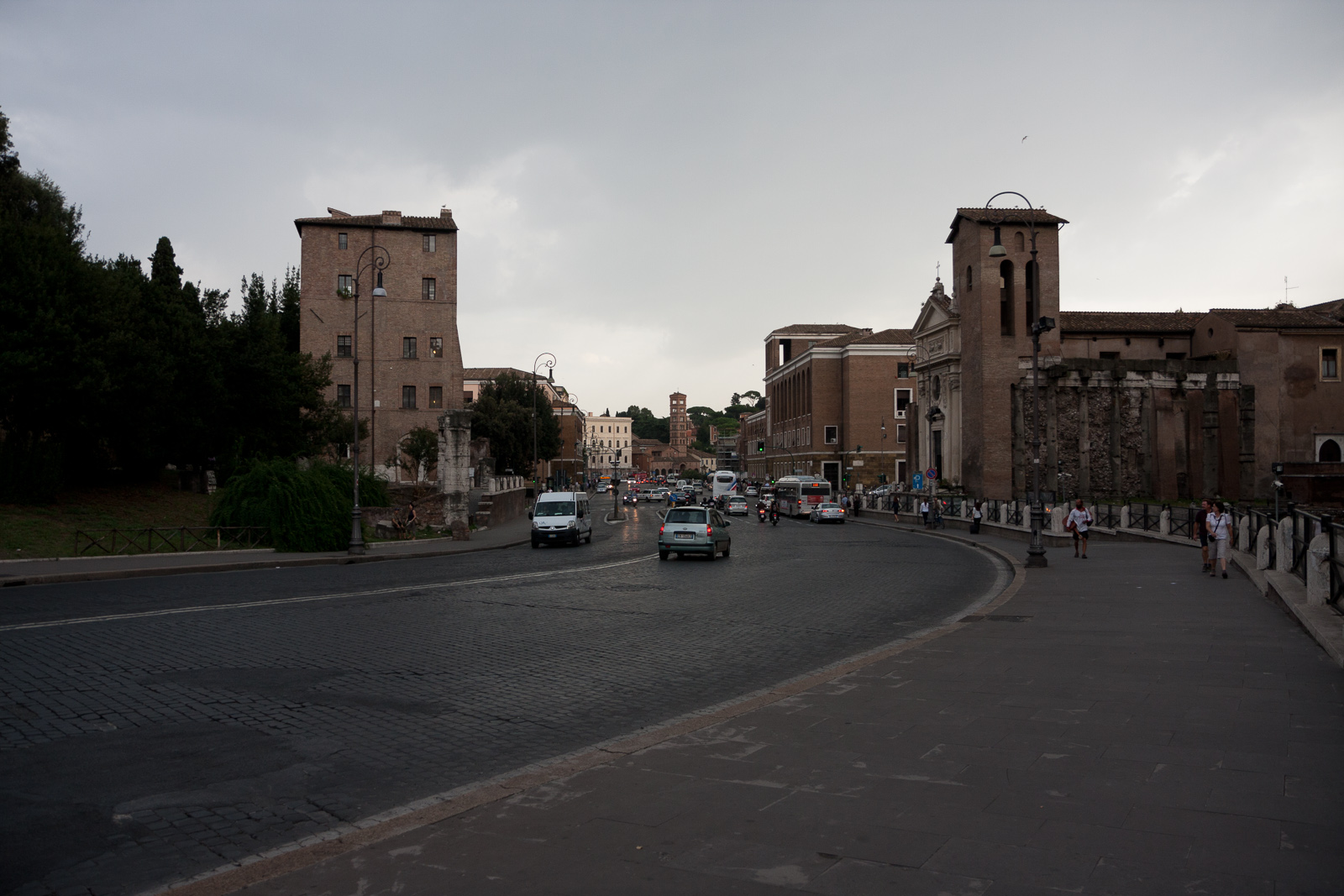
Lo scenario che probabilmente portò alla conservazione dell'edificio: il contrasto con la torre di San Nicola in Carcere che incornicia la nuova, moderna via del Teatro di Marcello, edificata sui resti dell'antica Piazza Montanara e del vecchio quartiere medievale demolito che si trovava nelle vicinanze.

La conservazione della Casina, è probabilmente dovuta più alla creazione di una migliore visuale della nuova Via del Mare, con una struttura in posizione simmetrica alla torre di  San Nicola in Carcere dall'altra parte della strada — che alla volontà politica di preservare un frammento di storia medievale, con il vantaggio che potrebbe delimitare il confine dell'area demolita durante i lavori di costruzione.
La denominazione dell'edificio come Casina dei Pierleoni, riferimento alla nobile famiglia Pierleoni, che visse nella regione tra San Nicola e il Fiume Tevere nell'XI secolo , si è verificato solo anni dopo il ripristino. La famiglia possedeva, oltre alla Casina, anche il cosiddetto Palazzetto Pierleoni, la Torre Caetani sull'Isola Tiberina ed anche la rocca edificata sopra il Teatro di Marcello, il moderno Palazzo Savelli Orsini.
L'edificio ospita alcuni uffici della Sovrintendenza capitolina ai beni culturali.